# Jennifer Finch
Jennifer Finch anche Jennifer Precious Finch (Los Angeles, 5 agosto 1966) è una musicista, designer e fotografa statunitense nota per essere la bassista principale del gruppo punk rock L7.
Attiva nelle L7 dal 1986 al 1996, Finch ha poi fatto parte delle band OtherStarPeople e The Shocker, prima di riunirsi alle L7 nel 2014.

## Biografia
Finch è nata il 5 agosto 1966 ed è cresciuta a West Los Angeles . È stata adottata nel 1967 da Robert Edward Finch, un ingegnere aeronautico, e da sua moglie Sandra Jacobson che in seguito divorziarono nel 1974 Finch attribuisce al sostegno del suo padre adottivo, che era anche un fotografo amatoriale, un ruolo fondamentale per il suo sviluppo creativo. Interessatasi alla fotografia in tenera età, ha partecipato a una sessione artistica estiva presso il college Otis Parsons nel 1980. Appare tra la folla della performance dei The Germs nel film del 1981, The Decline of Western Civilization.

## Carriera

### Musica
Finch ha iniziato la sua carriera musicale a metà degli anni '80. Ha suonato il basso nella band di San Francisco Sugar Babydoll (o Sugar Babylon) dal 1984 al 1986. La band comprendeva Courtney Love, e la futura fondatrice delle Babes in Toyland, Kat Bjelland . Questa formazione ha prodotto una registrazione demo che rimase inedita. Successivamente, per breve tempo, suonò nella band The Pandoras, formata dal bassista Gwynne Kahn.
Nel 1986, si unì alle L7, band con sede a Los Angeles, come bassista e cantante aggiuntiva. Nel film documentario L7: Pretend We're Dead, la compagna di band Donita Sparks ha descritto Finch come "persistente" e ha affermato che, una volta unitasi alla band, le sue capacità di networking e la sua energia sul palco furono significative per la crescita del gruppo. È rimasta con le L7 durante il periodo di maggior successo della band, nei primi anni '90, contribuendo alla pubblicazione degli album L7 (1988) Smell the Magic (1990), Bricks Are Heavy (1992) e Hungry for Stink (1994).
Nel 1994, assieme alla sua compagna di band, Demetra "Dee" Plakas, si è esibita con il musicista giapponese Hide, anche nel video originale della sua canzone Doubt.
Nel 1995, dopo la morte del padre, ha adottato il nome "Precious" come omaggio a lui. Finch ha ufficialmente lasciato le L7 nel 1996, anche se le ragioni non sono mai state chiarite.
Dopo aver lasciato le L7, ha scritto musica e cantato per la sua band OtherStarPeople con Xander Smith. OtherStarPeople ha completato il suo disco di debutto, dal titolo Diamonds In The Belly Of The Dog,  nel 1998; il gruppo ha poi firmato con l'etichetta A&M Records / Interscope e l'album fu pubblicato nell'agosto 1999.
Nel 2002 ha fondato il gruppo punk rock The Shocker con cui si è esibita per alcune date del Warped Tour nel 2003 e nel 2005. La band ha pubblicato Up Your Ass Tray come EP nel 2003, seguito da un album nel 2006 su Go-Kart Records.
Nel 2014, ha partecipato alla reunion delle L7 assieme a Suzi Gardner, Donita Sparks e Dee Plakas. Hanno fatto un lungo tour e pubblicato nuovi singoli nel 2017 e nel 2018.
L'ultimo album delle L7, Scatter the Rats, è stato pubblicato su Blackheart Records il 3 maggio 2019.

### Fotografia
All'età di 13 anni, Finch ha iniziato a fotografare i suoi amici a Los Angeles con una macchina fotografica che le aveva regalato suo padre. Queste immagini, alla fine, hanno documentato la prima scena punk in cui è stata coinvolta, prima di entrare nelle L7 nel 1986. Le sue fotografie (1979–1995) sono state esposte in una mostra d'arte sponsorizzata da LA Weekly alla Aidan Ryley Taylor Gallery di Hollywood, nel 2006. La collezione, chiamata "14 and Shooting", presenta una serie di personaggi importanti, come The Red Hot Chili Peppers, Bad Religion, Red Kross e The Cramps.

## Discografia
- 1988 – L7 (1988)
- 1990 – Smell the Magic (1990)
- 1992 – Bricks are Heavy (1992)
- 1994 – Hungry for Stink (1994)
- 2019 – Scatter the Rats (2019)

### OtherStarPeople
- 1999 – Diamonds in The Belly of The Dog

### The Shocker
- 2003 – Up Your Ass Tray EP
- 2006 – Up Your Ass Tray: The Full Length